# Izabela Popa
Izabela Popa (ur. 19 grudnia 1967, zm. 20 września 2021) – polska piłkarka, reprezentantka Polski.

## Życiorys
Była zawodniczką Kolejarza Łódź. Pięciokrotnie wystąpiła w reprezentacji Polski seniorek (29 kwietnia 1994 i 1 maja 1994 w spotkaniach z Węgrami, 27 czerwca 1996 w spotkaniu z Hiszpanią, 28 czerwca 1996 w spotkaniu z Jugosławią, 29 czerwca 1996 w spotkaniu ze Słowacją - wszystkie spotkania towarzyskie).